# Armando Zamorano
Armando Zamorano (Autlán, Jalisco, 3 de octubre de 1993) es un futbolista mexicano que se desempeña como centrocampista. Actualmente se encuentra con el Club Social y Deportivo Suchitepéquez de la Primera División de Guatemala. 

## Trayectoria
Llegó al equipo Sub-17 de Jaguares de Chiapas en el 2009, duró una Temporada y a la siguiente subió a la categoría Sub-20.
Debutó con el primer equipo el 19 de abril de 2011, enfrentando a Jorge Wilstermann en el Estadio Félix Capriles, en la última Jornada del Grupo 6 en la Copa Libertadores 2011, al ingresar por Guillermo Rojas al minuto 82; el encuentro finalizó 2-1 a favor del conjunto boliviano. En la Primera División de México debutó el 23 de abril de 2011, ante los Rojinegros del Atlas en el Estadio Jalisco, en partido correspondiente a la Jornada 16 del Clausura 2011, donde los Rojinegros ganaron 2-0.  
Al concluir el Clausura 2013, la franquicia de Jaguares fue adquirida por Grupo Delfines y el equipo fue trasladado a Querétaro; Armando Zamorano y otros elementos de la escuadra chiapaneca fueron a Morelia. 
Con los Naranjas jugó un total de 62 partidos y anotó un gol (ante Club Santos Laguna en cuartos de final de la liguilla del Clausura 2012).
En tres años con Monarcas, el "Teacher" conquistó la Copa México Apertura 2013 y la SuperCopa MX 2013-14.
Llegó a los Gallos Blancos del Querétaro para la Temporada 2016-2017. Con el cuadro queretano ganó la Copa México Apertura 2016. De cara a la Temporada 2018-2019, fue fichado por Cimarrones de Sonora en la Liga de Ascenso de México.
Jugó con Cafetaleros de Chiapas la Temporada 2019-2020. El 10 de julio de 2020, Cancún Fútbol Club anunció la contratación del "Teacher". El 30 de junio de 2022, se integró a Correcaminos de la UAT.
En octubre de 2023 se incorporó a Coatepeque Fútbol Club de la Liga Nacional de Fútbol de Guatemala. 

### Clubes
| Club                   | País      | Año       |
| ---------------------- | --------- | --------- |
| Jaguares de Chiapas    | México    | 2010-2013 |
| Morelia                | México    | 2013-2016 |
| Querétaro              | México    | 2016-2018 |
| Cimarrones de Sonora   | México    | 2018-2019 |
| Cafetaleros de Chiapas | México    | 2019-2020 |
| Cancún Fútbol Club     | México    | 2020-2022 |
| Correcaminos de la UAT | México    | 2022-2023 |
| Coatepeque             | Guatemala | 2023-2024 |

## Selección nacional de México
Llegó a ser internacional con la Selección Nacional de México en las categorías Sub-20 y Sub-23. Integró el plantel que ganó el Campeonato Sub-20 de la Concacaf de 2013 venciendo a EE. UU. y que posteriormente acudió a la Copa Mundial de Fútbol Sub-20 de 2013 en Turquía. 
También asistió al Torneo Esperanzas de Toulon de 2013. 
| Competencia                              | Categoría | Sede   | Resultado | Partidos | Gol |
| ---------------------------------------- | --------- | ------ | --------- | -------- | --- |
| Campeonato Sub-20 de la Concacaf de 2013 | Sub-20    | México | Campeón   | 4        | 1   |

| Competencia                         | Categoría | Sede     | Resultado      | Partidos | Gol |
| ----------------------------------- | --------- | -------- | -------------- | -------- | --- |
| Torneo Esperanzas de Toulon de 2013 | Sub-20    | Portugal | Fase de grupos | 3        | 1   |

| Competencia            | Categoría | Sede    | Resultado      | Partidos | Gol |
| ---------------------- | --------- | ------- | -------------- | -------- | --- |
| Copa Mundial de Fútbol | Sub-20    | Turquía | 8vos. de final | 3        | 0   |

## Palmarés

### Campeonatos nacionales
| Categoría   | Título                      | Club      | País   |
| ----------- | --------------------------- | --------- | ------ |
| Copa México | Copa México Apertura 2013   | Morelia   | México |
| Copa México | SuperCopa MX 2013-14        | Morelia   | México |
| Copa México | Copa México Apertura 2016   | Querétaro | México |
| Copa México | Supercopa de México 2016-17 | Querétaro | México |

### Campeonato internacional
| Título                                   | Club               | Sede   | Año  |
| ---------------------------------------- | ------------------ | ------ | ---- |
| Campeonato Sub-20 de la Concacaf de 2013 | Selección Mexicana | México | 2013 |